# Apamea freyeri
Apamea freyeri är en fjärilsart som beskrevs av Freyer 1835. Apamea freyeri ingår i släktet Apamea och familjen nattflyn. Inga underarter finns listade i Catalogue of Life.